# معاهدة كوجوك قينارجة
معاهدة كوجوك قينارجة (بالتركية: Küçük Kaynarca Antlaşması)، وتُكتب أحياناً «كوتشوك كاينارجي» أو «كوتشك كاينارجا» أو «كوچوك كاينارجا» أو «كوجك قينارجه» معاهدة سلام بين روسيا والدولة العثمانية المنعقدة في 21 يوليو 1774 في معسكر قرب قرية كوجوك قينارجة التي تقع في بلغاريا المعاصرة.
جاءت تلك المعاهدة في 28 مادة ومادتين منفصلتين، وقد أورد نصها محمد فريد في كتابه «تاريخ الدولة العلية»، وبمقتضى هذه المعاهدة انفصلت خانية القرم عن الدولة العثمانية، وأصبحت دولة مستقلة، لا ترتبط بالدولة إلا قيام شيخ الإسلام في إسطنبول بتنظيم الشؤون الدينية للقرم، ونصت المعاهدة على منح الأفلاق والبغدان (رومانيا) الاستقلال الذاتي تحت السيادة العثمانية، مع إعطاء روسيا حق التدخل في اختيار حكامها، وأعطت المعاهدة لروسيا حق رعاية السكان الأرثوذكس الذين يعيشون في البلاد العثمانية، وكان هذا الاعتراف ذريعة لروسيا في أن تتدخل في شئون الدولة العثمانية. وألزمت المعاهدة أن تدفع الدولة العثمانية غرامات حرب لأول مرة في التاريخ، فدفعت 15,000 كيس من الذهب للروس.

## أسباب الحرب بين الدولتين
ثارت الحرب من جديد بسبب اجتياح روسيا لبولندا سنة (1183 هـ=1769 م)، وقيام الرهبان الروس بإثارة الفتنة في الصرب وبلغاريا والجبل الأسود، وكانت تلك البلاد خاضعة للدولة العثمانية فأرسلت الدولة العثمانية إنذارًا إلى روسيا بأن تُخلي بولندا، فلم تستجب، واشتعلت الحرب بين الدولتين، ولم يكن قادة العثمانيين على قدر من الكفاءة، ولا جنودهم مؤهلين تمامًا للقتال، فلحقت بهم الهزائم المتتالية، واستولى الروس على بعض الأراضي التابعة للدولة العثمانية.
وكان الأسطول الروسي في بحر البلطيق، بسبب كون البحر الأسود بحيرة عثمانية مغلقة تفرض الدولة العثمانية سيطرتها عليه، فأبحر الأسطول الروسي إلى المحيط الأطلسي، واجتازه إلى البحر المتوسط، وحين أخبر السفير الفرنسي «الباب العالي» بتحرك الأسطول الروسي، لم يتحرك أحد من القادة والوزراء، ولم يصدقوا أن يقوم أسطول العدو باجتياز تلك البحار إلى المياه العثمانية، وتقابل الأسطولان في شمال جزيرة «ساقيز» ببحر إيجة، واستمر القتال أربع ساعات انتصر بعدها العثمانيون.
ورجع العثمانيون بعد إحراز النصر إلى ميناء جشمة بالقرب من أزمير، وتبعتهم سفينتان صغيرتان من مراكب الروس، وظن العثمانيون أنهما فارتان وترغبان في الانضمام إليهم، فلم يتعرضوا لهما، وما إن دخلا الميناء حتى ألقيا النيران على السفن العثمانية التي كانت ترسو متراصة بعضها إلى بعض فاشتعلت فيها النيران بسرعة، وانفجرت المعدات الموجودة بالسفن، وسرعان ما احترق الأسطول العثماني برمته في (11 ربيع الأول 1184 هـ= 5 يوليو 1770م)، وأحدث هذا الانتصار دويًا هائلاً في أوروبا.
وواصل الروس انتصاراتهم فاستولوا على بلاد القرم، وأعلنوا انفصالها عن الدولة العثمانية واستقلالها تحت حماية روسيا، وأقاموا حاكمًا عليها باسم كاترين الثانية إمبراطورة روسيا. واضطرت الدولة العثمانية إلى عقد هدنة مع روسيا في (9 ربيع الأول 1186 هـ= 10 يونيو 1772م) غير أن روسيا تعسفت في مطالبها لإمضاء الهدنة؛ إذ اشترطت اعتراف الدولة العثمانية باستقلال تتار القرم، وطالبت بحرية الملاحة لسفن روسيا التجارية في البحر الأسود وجميع بحار الدولة العثمانية، ولما لم تقبل الدولة هذه الشروط انفض المؤتمر الذي عُقد بين الدولتين لهذا الغرض.

## ولاية عبد الحميد الأول

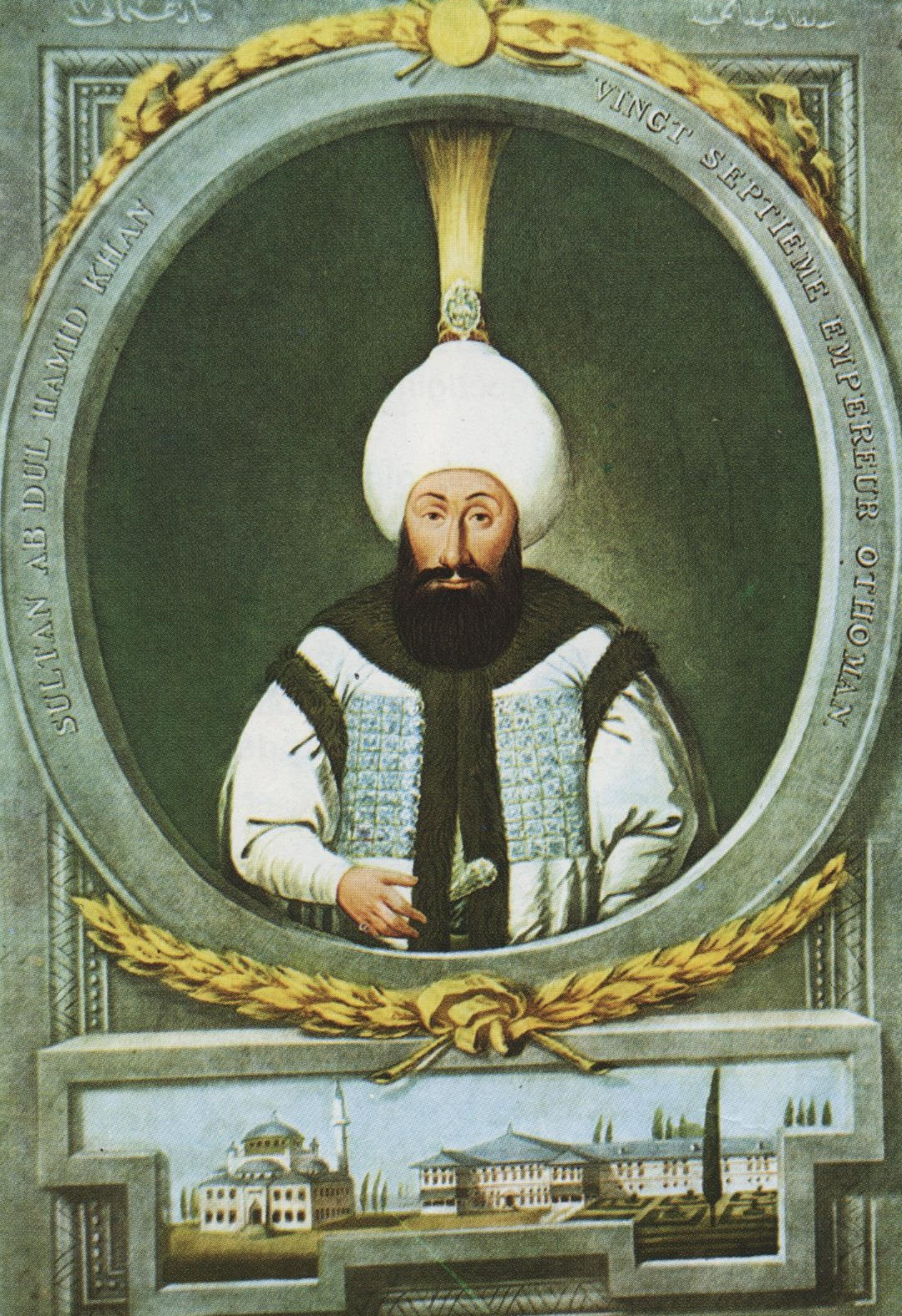
عبد الحميد الأول

وفي وسط هذه الأجواء تُوفي السلطان مصطفى الثالث في (8 ذو القعدة 1187 هـ=21 يناير 1774) وتولى خلفه أخوه عبد الحميد خان الأول، ولم يكن خليفة قويًا، أو سياسيًا ماهرًا؛ نظرًا لعدم مشاركته تمامًا في تدبير أمور الدولة أو تولي بعض المناصب فيها، فقد كان رهين القصر طيلة حكم أخيه مصطفى الثالث؛ ولذا لم يكن غريبًا أن تستمر سلسلة هزائم الدولة العثمانية وتتوالى نكباتها ومصائبها، دون أن تجد خليفة قويًا أو قائدًا قديرًا يأخذ بيد الدولة، وينتشلها مما هي فيه من مهانة وضياع، فلأول مرة في تاريخ الدولة العثمانية تتغلب عليها دولة أوروبية بمفردها دون حليف وشريك في حرب شاملة.
كانت الأحوال تسير من سيئ إلى أسوأ داخل الدولة العثمانية في الوقت الذي تتلقى فيه هزائمها في الخارج من روسيا، واضطرت إلى طلب الصلح، وعُقد في مدينة قينارجة ببلغاريا في (12 جمادى الأولى 1188 هـ=21 يوليو 1774) أسوأ صلح عرفته الدولة إلى ذلك الحين.

## معاهدة كوجوك قينارجة
جاءت تلك المعاهدة في 28 مادة ومادتين منفصلتين، وقد أورد نصها الزعيم الوطني الكبير محمد فريد في كتابه «تاريخ الدولة العلية»، وبمقتضى هذه المعاهدة الجائرة انفصلت خانية القرم عن الدولة العثمانية، وأصبحت دولة مستقلة، لا ترتبط بالدولة إلا قيام شيخ الإسلام في إستانبول بتنظيم الشئون الدينية للقرم، ونصت المعاهدة على منح الأفلاق والبغدان (رومانيا) الاستقلال الذاتي تحت السيادة العثمانية، مع إعطاء روسيا حق التدخل في اختيار حكامها، وأعطت المعاهدة لروسيا حق رعاية السكان الأرثوذكس الذين يعيشون في البلاد العثمانية، وكان هذا الاعتراف ذريعة لروسيا في أن تتدخل في شئون الدولة العثمانية.
وألزمت المعاهدة أن تدفع الدولة العثمانية غرامات حرب لأول مرة في التاريخ، فدفعت 15000 كيس من الذهب للروس.

## السيادة على البحر الأسود والمضايق
جاءت المعاهدة ضربة قاصمة للسياسة العليا للدولة العثمانية فيما يختص بسيادتها على البحر الأسود والمضايق، فقد قررت المعاهدة أن تكون الملاحة للسفن الروسية التجارية حرة ومفتوحة وغير مشروطة، ويكون لها الحق في حرية المرور في المضايق بين البحر الأسود والبحر المتوسط، وحرية دخول الثغور والموانئ الواقعة على ساحل البحر الأسود، وممارسة التجارة فيها.
وكانت الدولة العثمانية في إبان قوتها تفرض سيطرتها الكاملة على البحر الأسود والمضايق، واحترمت الدول هذه السياسة، إلى حد أنه إذا أراد الرعايا الروس ممارسة التجارة بين موانئ البحر الأسود، كان عليهم أن ينقلوا بضائعهم على سفن عثمانية تحمل العلم العثماني.
وقررت المعاهدة أن تكون تحت سيطرة روسيا بصورة كاملة ودائمة عدة مواقع وقواعد عسكرية عثمانية، مثل: قلعة كينبرن التي تقع عند مصب نهر دنيبر، وقلعة جنيكال وقلعة كيرتش الواقعتين في شبه جزيرة القرم، ومدينة آزوف بمنطقتها وحدودها، وهو ما أفقد الدولة سيطرتها على منطقة القرم وأضعف قبضتها على البحر المتوسط.

## آثار هذه المعاهدة
على الرغم من أن معاهدة كوجوك قينارجة لم تفقد الدولة العثمانية سوى أراض قليلة، فإنها تعد من أسوأ المعاهدات التي وقّعتها الدولة على امتداد تاريخها، حيث رفعت روسيا دفعة واحدة إلى مصاف الدول القوية بعد إنجلترا وفرنسا، وأنزلت الدولة العثمانية من القمة إلى السطح، وأنهت سيطرة الدولة العثمانية على البحر الأسود باعتباره بحيرة عثمانية، وكانت بداية طريق الضعف والاضمحلال، وظهور ما يُسمَّى بالمسألة الشرقية، وبناء على ذلك بدأت الدولة تفتح صفحة جديدة في تاريخها، بالبحث عن وسائل الإصلاح.. ولوجود جيش مغلوب فكان الطبيعي أن يؤمن العثمانيون بأن الإصلاح ينبغي أن يبدأ من الجيش.